# For the record
For the Record was een Nederlands radioprogramma dat van 1992 tot aan begin 2014 door de VARA werd uitgezonden op Radio 2. Het programma was wekelijks te beluisteren in de nacht van zaterdag op zondag van 00:00 tot 2:00 uur. Nadien kon For the Record via de website van het programma worden beluisterd.

## Inhoud
Het 'alternatieve'  platenprogramma werd gepresenteerd door journalist en presentator Mart Smeets en mede samengesteld door popkenner Leo Blokhuis. De programmamakers lieten actuele en minder actuele pop- en rockmuziek horen, zoals Amerikaanse underground-muziek en nummers van singer-songwriters. De nummers werden gekozen vanwege hun muzikale karakter. In programma's met commerciële popmuziek wordt deze muziek niet of niet meer ten gehore gebracht. 
De keuze belichtte vaak ook historische aspecten van de popmuziek. Zo waren in For the Record geregeld oudere, minder bekende versies te beluisteren van uitvoeringen die als 'hit' wel algemene bekendheid genieten. Aan het eind van het jaar maakten Smeets en Blokhuis speciale kerstedities met bijzondere of zelden gehoorde kerstsongs.

## Protest
Van For The Record werd verwacht dat het na 4 september 2006 van de radio zou verdwijnen, maar wegens vele protesten haalde Radio 2 het weer terug.

## Einde van het programma
Eind 2013 besloot de VARA om het programma begin van 2014 stop te zetten. De laatste uitzending was in de nacht van 22 op 23 februari. Smeets eindigde de uitzending met een dankwoord voor de bijzondere vriendschap met Blokhuis. In november 2015 verscheen er een boek waarvoor Blokhuis het voorwoord schreef.